# Metalab (hackerspace)
Pour les articles homonymes, voir Metalab.

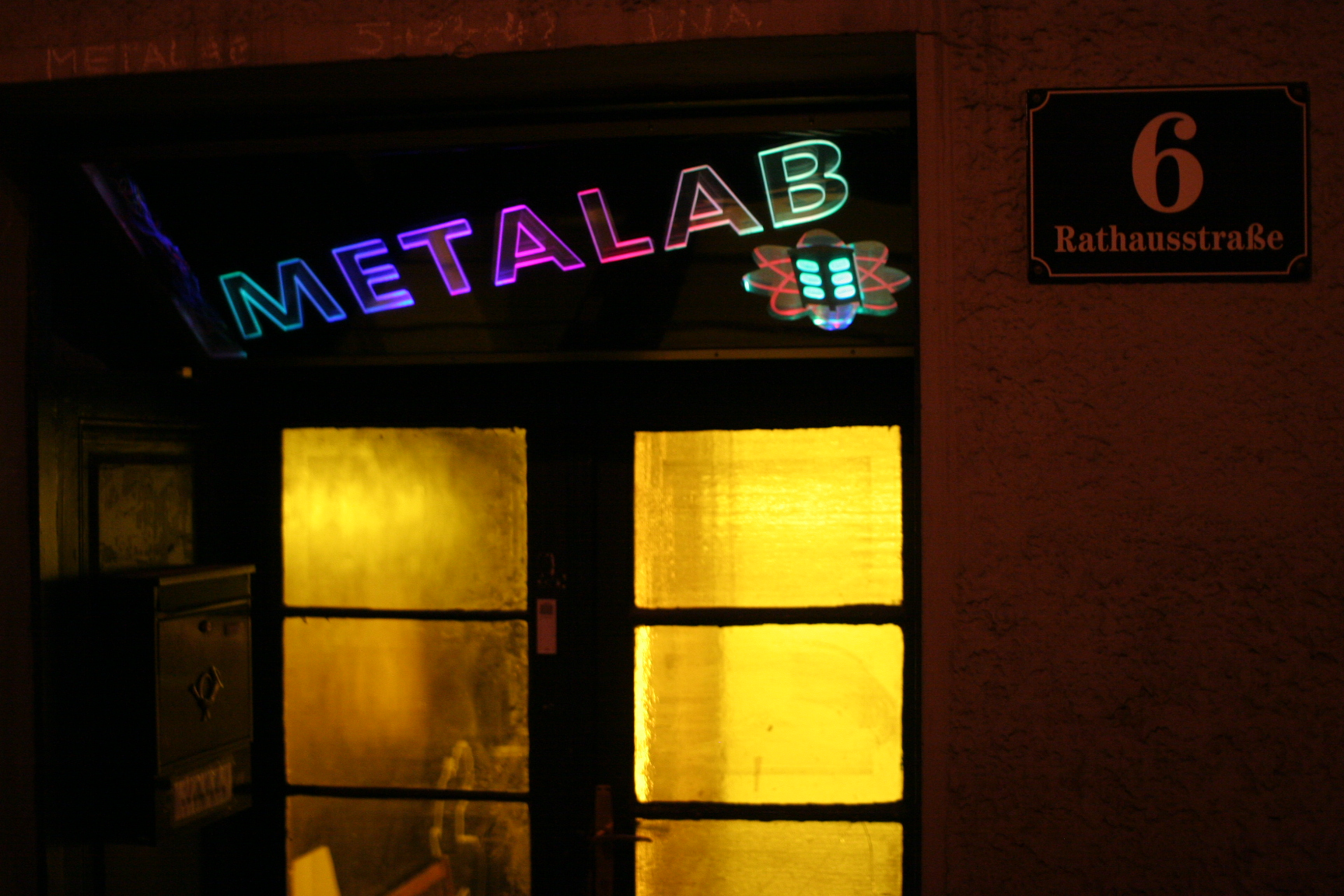
Entrée

Le Metalab est un hackerspace viennois fondé en 2006, il met à disposition un espace pour les personnes intéressées par la science, la technologie et l’art numérique. Ses locaux se trouvent au 6 Rathausstraße à proximité du Rathaus (hôtel de ville).

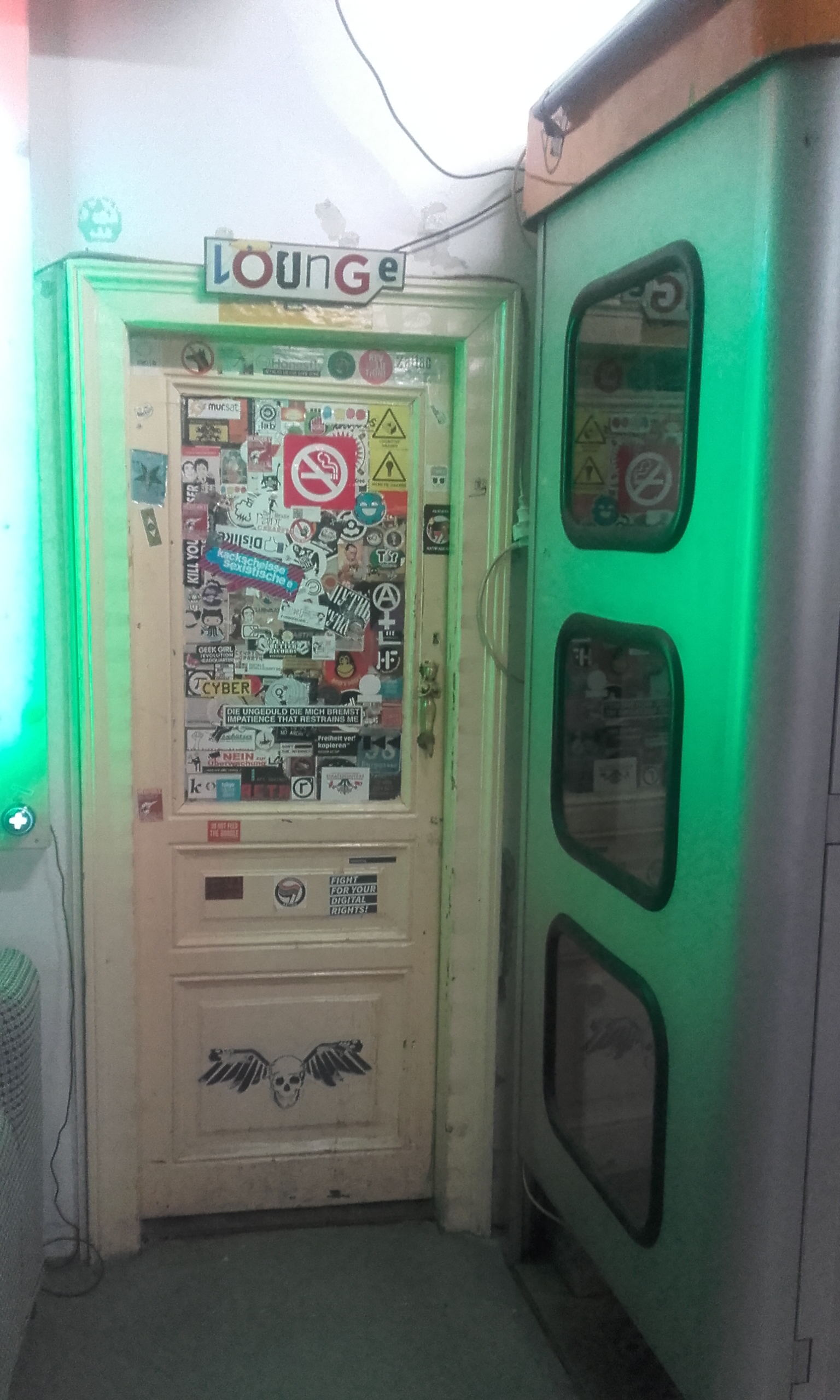
Dans les locaux du Metalab

Il est géré par la Verein zur Förderung der Erforschung und Bildung sozialer und technischer Innovationen — metalab (Association pour l’avancement de la recherche et de l’éducation sur l’innovation technique et sociale – metalab) et met à disposition des groupes et organisations un espace de 220 m2. L’association sous-jacente est financée par les dons de ses 200 membres, par des sponsors, par la vente de boissons, et autrefois par des subventions de la ville de Vienne et du ministère fédéral de la Santé.
Les membres et invités ont à leur disposition un atelier hardware, un laboratoire d’électronique et une pièce pour le travail collaboratif.